# Paul Vogel
Paul Vogel (New York, 22 agosto 1899 – Los Angeles, 24 novembre 1975) è stato un direttore della fotografia statunitense.

## Biografia
Iniziò a lavorare nel mondo del cinema a partire dagli anni venti e, se si eccettua una pausa durante la seconda guerra mondiale, vi rimase costantemente fino al 1967, l'anno del suo ritiro. 

## L'Oscar
Nel 1950 vinse il Premio Oscar come miglior direttore della fotografia in bianco e nero per Bastogne. Nel 1963 ebbe una nomination, sempre come Premio Oscar per la miglior fotografia, per Avventura nella fantasia.
La sua unica esperienza di regista fu per il documentario in cortometraggio (11 minuti) Army Champions (1941).
Il fratello Joseph R. Vogel è stato per molti anni vicepresidente della Loew's Inc. e in seguito presidente della MGM.

## Filmografia parziale
- Una donna nel lago (A Woman in the Lake), regia di Robert Montgomery (1947)
- La legge del silenzio (The Black Hand), regia di Richard Thorpe (1949)
- Bastogne (Battleground), regia di William A. Wellman (1949)
- L'amante (A Lady Without Passport), regia di Joseph H. Lewis (1950)
- La dama bianca (The Girl in White), regia di John Sturges (1952)
- Vita inquieta (The Girl Who Had Everything), regia di Richard Thorpe (1953)
- Il principe studente (The Student Prince), regia di Richard Thorpe e, non accreditato, Curtis Bernhardt (1954)
- Annibale e la vestale (Jupiter's Darling), regia di George Sidney (1955)
- Oltre il destino (Interrupted Melody), regia di Curtis Bernhardt (1955)
- Supplizio (The Rack), regia di Arnold Laven (1956)
- Gazebo (The Gazebo), regia di George Marshall (1959)
- L'uomo che visse nel futuro (The Time Machine), regia di George Pal (1960)
- Avventura nella fantasia (The Wonderful World of the Brothers Grimm), regia di Henry Levin e George Pal (1962)
- Rodaggio matrimoniale (Period of Adjustment), regia di George Roy Hill (1962)
- Village of the Giants, regia di Bert I. Gordon (1965)
- Gli indomabili dell'Arizona (The Rounders), regia di Burt Kennedy (1965)
- Il ritorno dei magnifici sette (Return of the Seven), regia di Burt Kennedy (1966)